# Nietrzeba
Nietrzeba – wieś w Polsce położona w województwie lubelskim, w powiecie opolskim, w gminie Józefów nad Wisłą.
W latach 1975–1998 miejscowość administracyjnie należała do ówczesnego województwa lubelskiego.
Wieś jest sołectwem w gminie Józefów nad Wisłą. Według Narodowego Spisu Powszechnego z roku 2011 wieś liczyła 158 mieszkańców.

## Historia
Nietrzeba przyległość folwarku Kołczyn w ówczesnym powiecie nowoaleksandryjakim w gminie Józefów, parafii Rybitwy, w drugiej połowie XIX wieku folwark z przyległością wchodził w skład dóbr Józefów.